# اورانیوم-۲۳۴
اورانیوم-۲۳۴ (انگلیسی: Uranium-۲۳۴) یکی از ایزوتوپ‌های عنصر اورانیوم با ۹۲ پروتون و ۱۴۲ نوترون است که یکی از محصولات شکافت غیرمستقیم ایزوتوپ اورانیوم-۲۳۸ است و به‌طور معمولاً در سنگ معدن اورانیوم در حدود ۰٫۰۰۵۵٪ (۵۵ پی‌پی‌ام) یافت می‌شود. نیمه عمر این هسته ۲۴۶٬۰۰۰ سال بوده و با واپاشی بتا به هسته توریم-۲۳۰ تبدیل می‌شود.
| ایزوتوپ سبک‌تر: اورانیوم-۲۳۳                                               | اورانیوم-۲۳۴ از ایزوتوپ‌های اورانیوم | ایزوتوپ سنگین‌تر: اورانیم-۲۳۵    |
| محصول واپاشی هسته: پلوتونیم-۲۳۸ (α) پروتاکتینیم-۲۳۴ (β-) نپتونیم-۲۳۴ (β+) | زنجیره واپاشی {{{decay-chain}}}     | واپاشی هسته‌ای به: توریم-۲۳۰ (α) |